# Kurda
|  | Aquest article tracta sobre l'antic regne Kurda. Si cerqueu el poble de Kurdistan, vegeu «Kurds». |

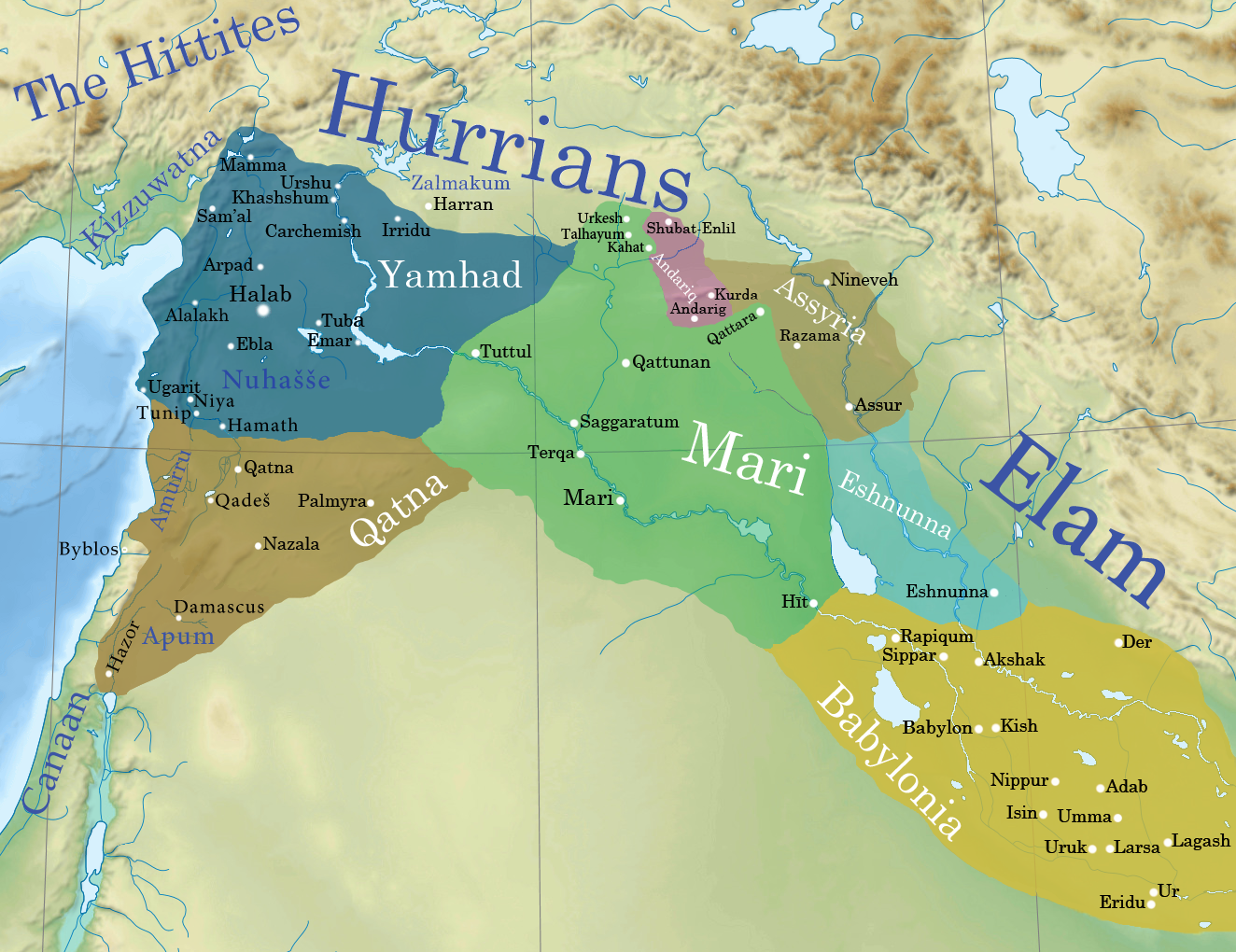
Situació política a l'àrea el 1764 aC

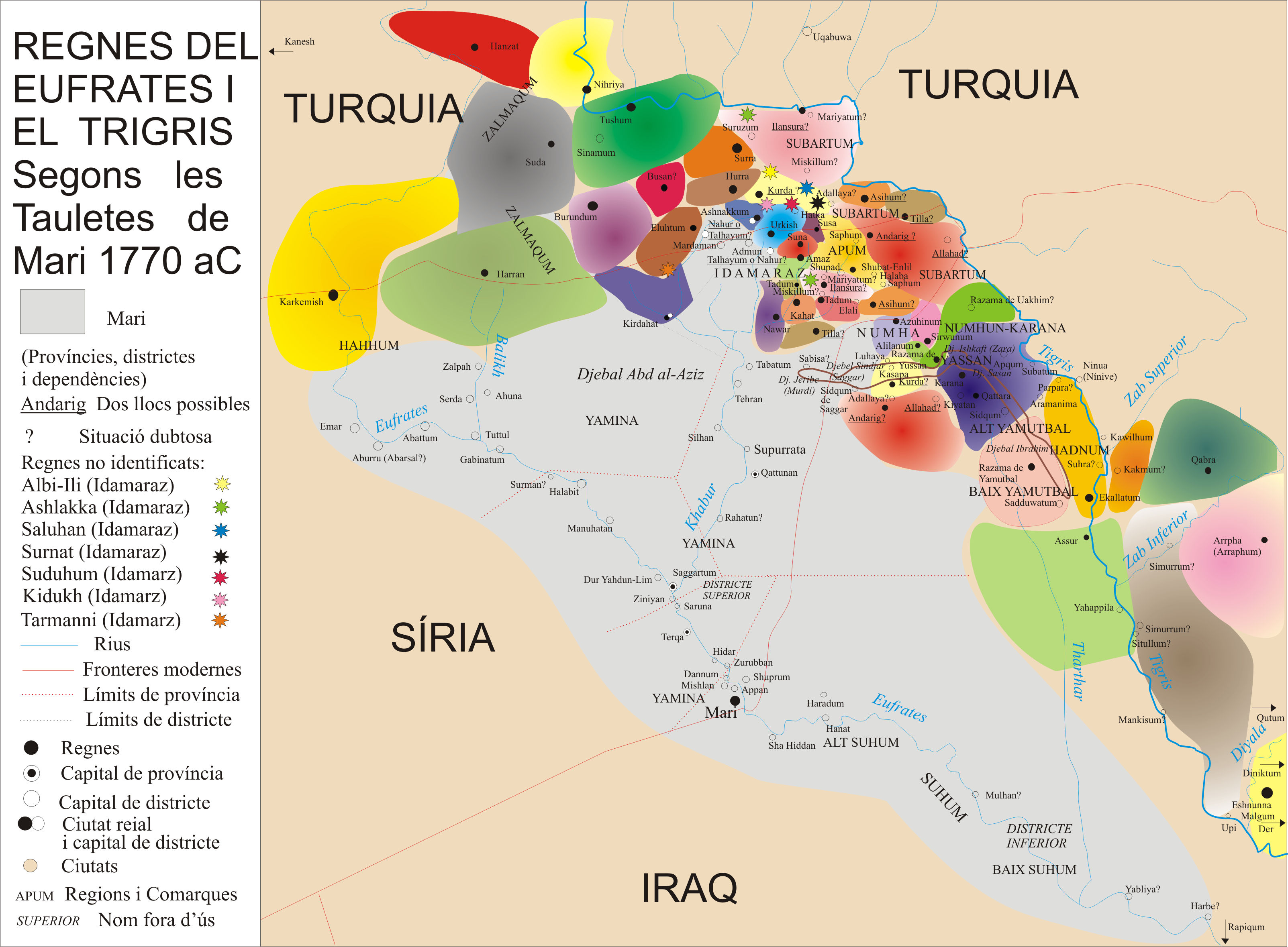
Mapa

Kurda (moderna Balad Sindjar) va ser un antic regne de la zona del Tigris, a la moderna Síria a les altes valls del Khabur al nord d'Urkesh. La seva situació exacta no és coneguda. Està esmentada a les tauletes de Mari i existia al segle xviii; als seus habitants els anomena kurdaïtes.
Per la seva situació al Idamaraz la ciutat devia existir almenys després de la sequera que de potser el 2000 i fins al 1900 aC va despoblar la zona com testimonien les excavacions arqueològiques a diversos llocs no gaire llunyans. Cap a l'any 1800 aC va caure en mans de Xamxi-Adad I d'Ekallatum que la va retenir fins a la seva mort el 1775 aC. El primer rei esmentat a les tauletes de Mari va ser Simah-Ilane, vassall de Xamxi-Adad, al que va seguir Bunu-Ishtar, que va perdre Luhaya davant el rei Haya-Habum d'Apum. Va donar suport a Kahat en el litigi sobre Hazzikkanum. El país va ser vassall del rei Zimri-Lim de Mari.
El següent rei s'anomenava Hammu-Rabi. Va fer front a un setge d'Eshnuna que el seu general Saggar-Abum, va fer aixecar amb algunes sortides afortunades. El rei de Kurda residia de vegades a Kasapa al nord del mont Saggar que correspon al modern mont Sindjar.